# Jōji Oka
Pour les articles homonymes, voir Oka.
Jōji Oka (岡 譲司, Oka Jōji), né le 25 mai 1902 à Tokyo et mort le 17 décembre 1970 à Tokyo, est un acteur japonais. Son vrai nom est Katsuzō Nakamizo (中溝 勝三, Nakamizo Katsuzō). Il a aussi utilisé au début de sa carrière le pseudonyme de Susumu Minobe (美濃部 進, Minobe Susumu).

## Biographie
Jōji Oka a tourné dans près de 150 films entre 1928 et 1964.

## Filmographie sélective
- 1929 : Le journal Asahi brille (朝日は輝く, Asahi wa kagayaku?) de Kenji Mizoguchi
- 1929 : Le Roi des nuages (雲の王座, Kumo no ōza?) de Tomotaka Tasaka

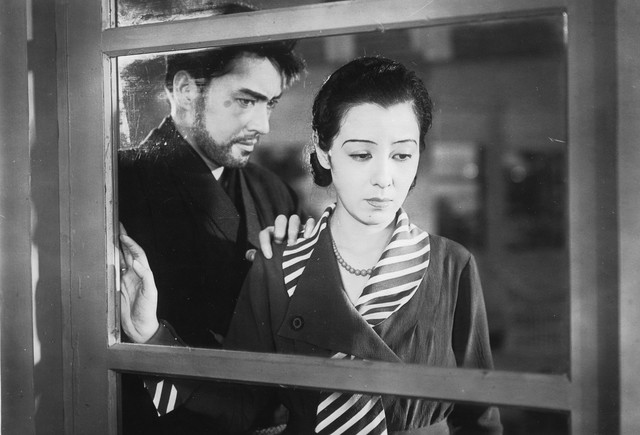
Jōji Oka et Yoshiko Okada dans Sans liens de parenté (1932).

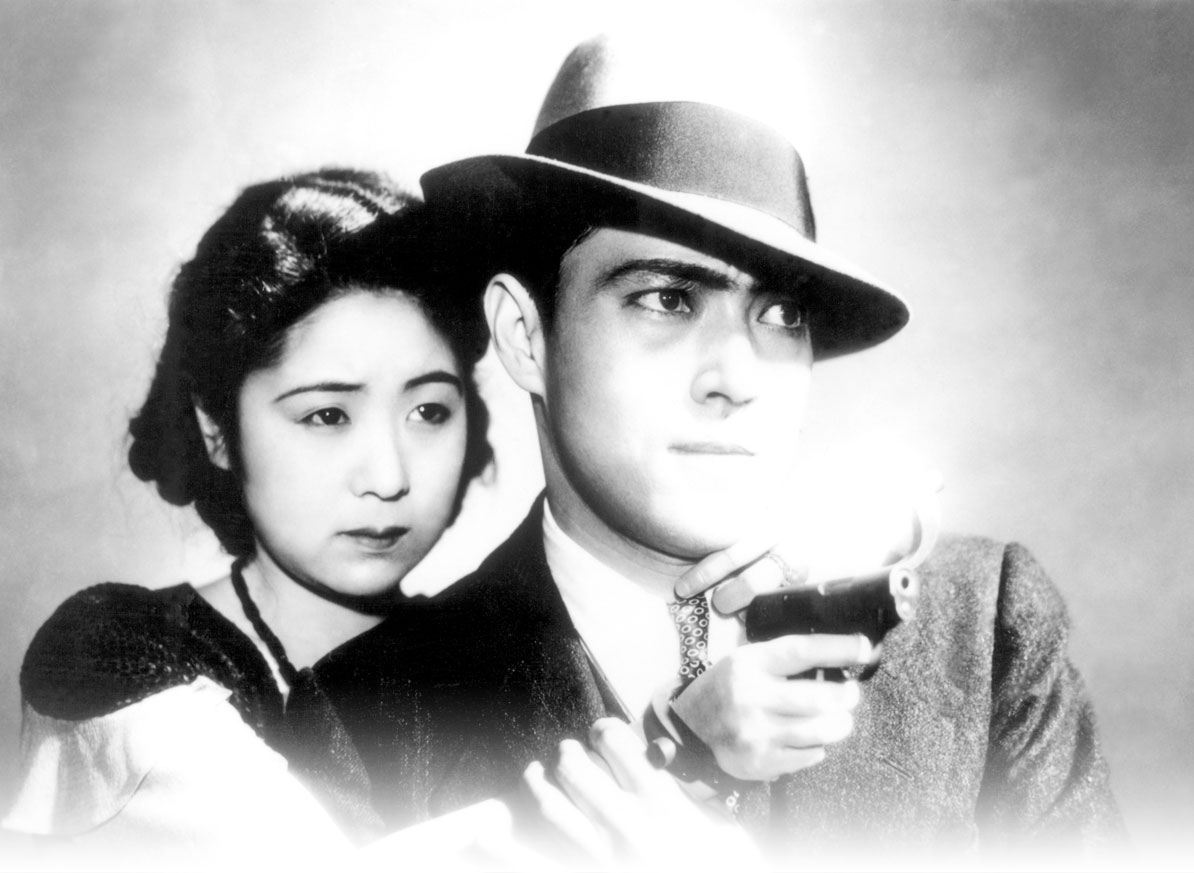
Kinuyo Tanaka et Jōji Oka dans Femmes et Voyous (1933).

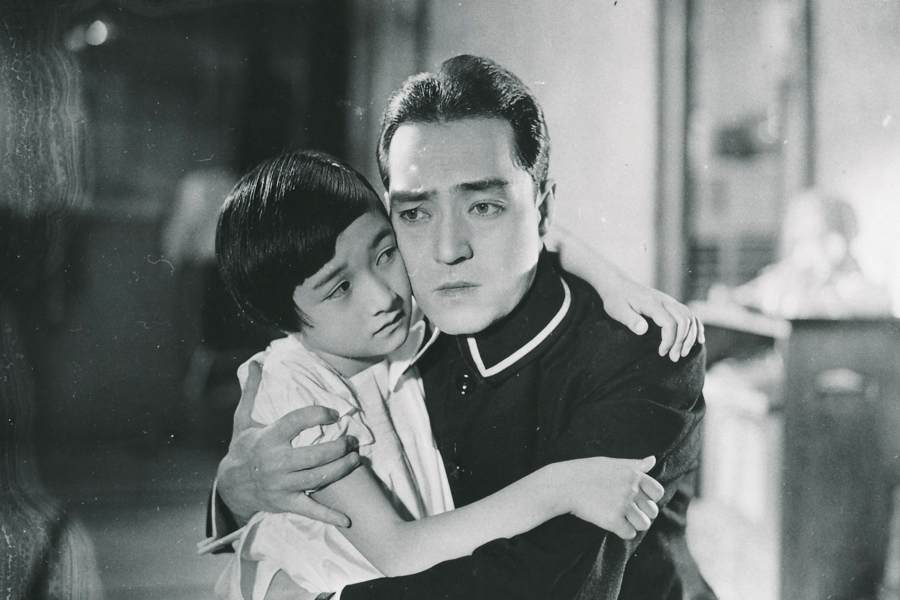
Hideko Takamine et Jōji Oka dans Joue contre joue (1933).

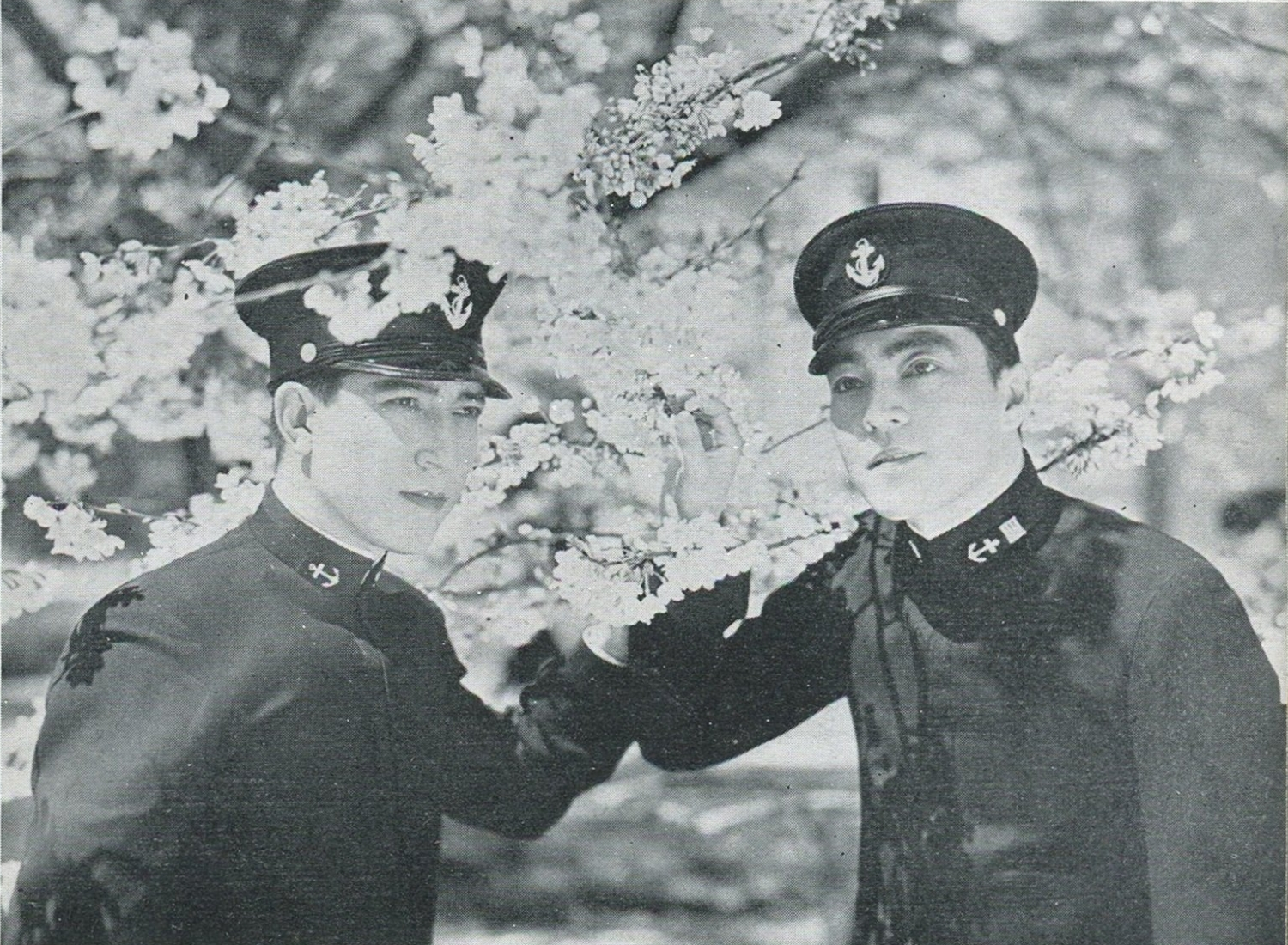
Ureo Egawa et Jōji Oka dans Le Grand Japon pays de mer (1935).

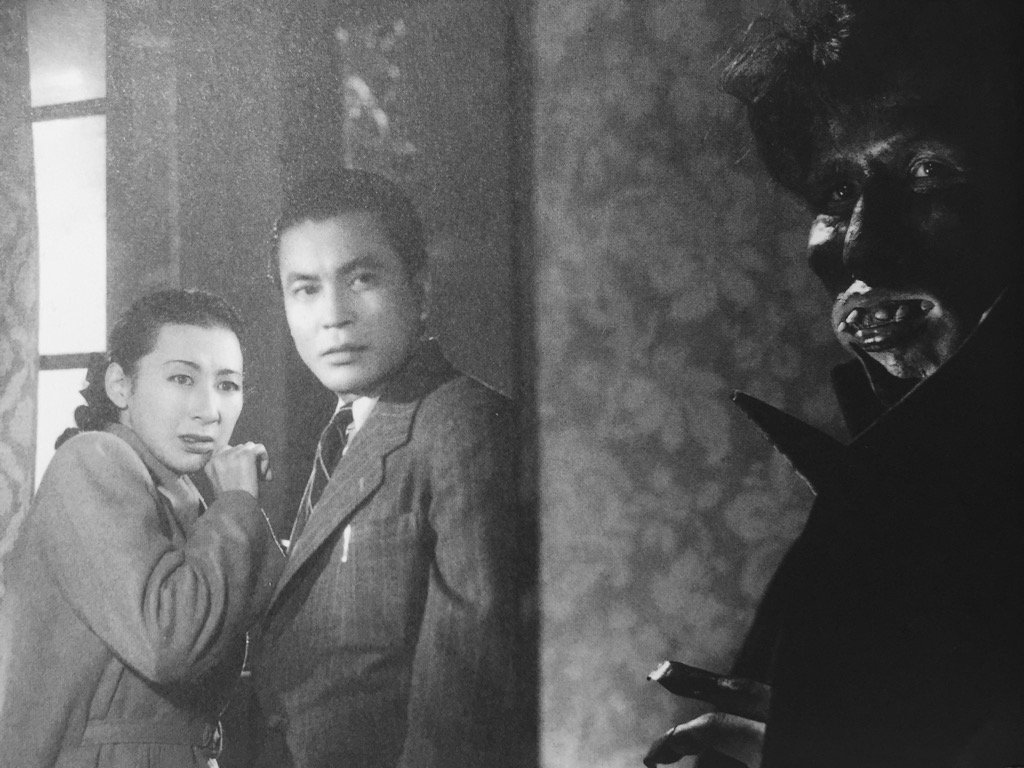
Sumiko Hidaka et Jōji Oka dans Tetsu no tsume (1951).

- 1931 : Les Vingt-Six Martyrs japonais (殉教血史 日本二十六聖人, Junkyō kesshi Nihon nijūroku seijin?) de Tomiyasu Ikeda
- 1931 : Les Sept mers, partie 1 : Virginité (七つの海 前篇 処女篇, Nanatsu no umi: Zenpen: Shojo hen?) de Hiroshi Shimizu
- 1932 : Les Sept mers, partie 2 : Chasteté (七つの海 後篇 貞操篇, Nanatsu no umi: Kōhen: Teisō hen?) de Hiroshi Shimizu
- 1932 : Sōshiju (相思樹?) de Yoshinobu Ikeda
- 1932 : L’Issue du combat (勝敗, Shōhai?) de Yasujirō Shimazu
- 1932 : Premier pas sur le continent (上陸第一歩, Joriku dai-ippo?) de Yasujirō Shimazu
- 1932 : Chikyōdai (乳姉妹?) de Hōtei Nomura
- 1932 : Shin Yotsuya kaidan (新四ツ谷怪談?) de Hōtei Nomura
- 1932 : Namida no hitomi (涙の瞳?) de Hōtei Nomura
- 1932 : Une nuit d’allégresse (歓喜の一夜, Kanki no ichiya?) de Yasujirō Shimazu
- 1932 : Sei naru nyūbō (聖なる乳房?) de Yoshinobu Ikeda
- 1932 : Jusqu'à notre prochaine rencontre (また逢ふ日まで, Mata au hi made?) de Yasujirō Ozu : l'homme
- 1932 : Les 47 Rōnin I (忠臣蔵 前篇 赤穂京の巻, Chūshingura: Akō Kyō no maki?) de Teinosuke Kinugasa
- 1932 : Les 47 Rōnin II (忠臣蔵 後篇 江戸の巻, Chūshingura: Edo no maki?) de Teinosuke Kinugasa
- 1932 : Sans liens de parenté (生さぬ仲, Nasaku naka?) de Mikio Naruse : Masaya Kusakabe
- 1933 : Biwa uta (琵琶歌?) de Hōtei Nomura : Sanzō Arai
- 1933 : Namida no wataridori (涙の渡り鳥?) de Hōtei Nomura
- 1933 : Joue contre joue (頬を寄すれば, Hoho o yosureba?) de Yasujirō Shimazu
- 1933 : Ōendanchō no koi (応援団長の恋?) de Hiromasa Nomura : Tsukamoto
- 1933 : Femmes et Voyous (非常線の女, Hijosen no onna?) de Yasujirō Ozu : Jyoji
- 1933 : Seidon (晴曇?) de Hōtei Nomura : Isuke Emura
- 1933 : Joue contre joue (頬を寄すれば, Hoho o yosureba?) de Yasujirō Shimazu
- 1933 : Tōkyō ondo (東京音頭?) de Hōtei Nomura : Susumu Saitō
- 1933 : Chinchōge (沈丁花?) de Hōtei Nomura
- 1933 : Deux prunelles (双眸, Sobo?) de Mikio Naruse : Kazuo Sunaga
- 1933 : Hatsukoi no haru (初恋の春?) de Hōtei Nomura
- 1934 : Onna keizu (婦系図?) de Hōtei Nomura
- 1934 : Chijō no seiza: Chijō hen (地上の星座 前篇 地上篇?) de Hōtei Nomura
- 1934 : Chijō no seiza: Seiza hen (地上の星座 後篇 星座篇?) de Hōtei Nomura
- 1934 : Tone no asagiri (利根の朝霧?) de Hōtei Nomura
- 1934 : Machi no bōfū (街の暴風?) de Hōtei Nomura
- 1934 : Tajō būsshin (多情仏心?) de Yutaka Abe : Nobuyo Fujishiro
- 1935 : Nichizō getsuzō (日像月像?) de Yutaka Abe : le capitaine Kennosuke Tonomura
- 1935 : Le Grand Japon pays de mer (海国大日本, Kaikoku Dainippon?) de Yutaka Abe : Makoto Shiraishi
- 1935 : La Ligne d'horizon verte I (緑の地平線 前篇, Midori no chiheisen: Zenpen?) de Yutaka Abe : Yūzō Seo
- 1935 : La Ligne d'horizon verte II (緑の地平線 後篇, Midori no chiheisen: Kōhen?) de Yutaka Abe : Yūzō Seo
- 1935 : Le Col du grand Bouddha (大菩薩峠 第一篇 甲源一刀流の巻, Daibosatsu tōge: Dai-ippen - Kōgen itto-ryū no maki?) de Hiroshi Inagaki : Toranosuke Shimada
- 1935 : Jasu no machikado (ジャズの街かど?) de Kunio Watanabe
- 1936 : Une beauté en robe blanche (白衣の佳人, Hakui no kajin?) de Yutaka Abe : Kōichirō Shimazu
- 1936 : Le Col du grand Bouddha II (大菩薩峠 鈴鹿山の巻 壬生島原の巻, Daibosatsu tōge: Suzukayama no maki - Mibu Shimabara no maki?) de Hiroshi Inagaki : Toranosuke Shimada
- 1936 : La Couronne de vie (生命の冠, Seimei no kanmuri?) de Tomu Uchida : Tsunetarō Arimura
- 1937 : Le Chant de ma mère I (母の曲 前篇, Haha no kyoku I?) de Satsuo Yamamoto
- 1937 : Le Chant de ma mère II (母の曲 後篇, Haha no kyoku II?) de Satsuo Yamamoto
- 1939 : Gozonji azuma otoko (御存知東男?) d'Eisuke Takizawa
- 1940 : Taiyō no miyako (太陽の都?) d'Eisuke Takizawa
- 1942 : Le Triomphe des ailes (翼の凱歌, Tsubasa no gaika?) de Satsuo Yamamoto
- 1947 : Sabakareru aijō (裁かれる愛情?) de Keigo Kimura
- 1947 : Chōchō shissō jiken (蝶々失踪事件?) de Seiji Hisamatsu
- 1949 : Le Domaine de Koga (甲賀屋敷, Koga yashiki?) de Teinosuke Kinugasa
- 1950 : Hyōchū no bijo (氷柱の美女?) de Seiji Hisamatsu : Kogorō Akechi
- 1950 : Kaizoku-tō (海賊島?) de Kimiyoshi Yasuda
- 1950 : Tetsuro no dankon (鉄路の弾痕?) de Kimiyoshi Yasuda : Masato Yabe
- 1951 : Tetsu no tsume (鉄の爪?) de Nobuo Adachi
- 1951 : Ōmagatsuji no kettō (逢魔が辻の決闘?) de Kazuo Mori
- 1952 : Asakusa kurenai-dan (浅草紅団?) de Seiji Hisamatsu
- 1952 : La Légende du Grand Bouddha (大仏開眼, Daibutsu kaigen?) de Teinosuke Kinugasa : Tachibana
- 1953 : Chatarē fujin wa Nihon ni mo ita (チャタレー夫人は日本にもいた?) de Kōji Shima
- 1953 : Haresugata: Izu no Satarō (晴れ姿 伊豆の佐太郎?) de Nobuo Nakagawa : Hanzō Takei
- 1954 : Akuma ga kitarite fue o fuku (悪魔が来りて笛を吹く?) de Sadatsugu Matsuda : Todoroki
- 1954 : Yurei otoko (幽霊男?) de Motoyoshi Oda : Kanō
- 1955 : Tsuki o kiru kagebōshi (月を斬る影法師?) de Kenji Misumi
- 1955 : La Tête du serviteur (下郎の首, Gerō no kubi?) de Daisuke Itō : Mizorogi
- 1956 : Orizuru nana henka (折鶴七変化?) de Kimiyoshi Yasuda : Emon Ōtaguro
- 1956 : Zoku orizuru nana henka (続折鶴七変化?) de Kimiyoshi Yasuda : Emon Ōtaguro
- 1958 : Genji Kurō sassōki: Byakko nitōryū (源氏九郎颯爽記 白狐二刀流?) de Tai Katō